# Guamka
Guamka - Гуамка (rus) - és un khútor del krai de Krasnodar, a Rússia. Es troba als vessants septentrionals del Caucas occidental, a 25 km al sud-est d'Apxeronsk i a 114 km al sud-est de Krasnodar.
Pertany a l'stanitsa de Nijegoródskaia.